# Stictosia flexilisana
Stictosia flexilisana är en fjärilsart som beskrevs av Walker 1863. Stictosia flexilisana ingår i släktet Stictosia och familjen björnspinnare. Inga underarter finns listade i Catalogue of Life.